# Choroba cienkich błon podstawnych
Choroba cienkich błon podstawnych (nefropatia cienkich błon podstawnych, łagodna hematuria rodzinna, ang. thin basement membrane disease, TBMD, thin basement membrane nephropathy, benign familial hematuria) – glomerulopatia wrodzona, w której stwierdza się zmniejszenie poniżej normy grubości błony podstawnej naczyń włosowatych wchodzących w skład kłębuszków nerkowych. W chorobie cienkich błon podstawnych nie stwierdza się innych zmian anatomicznych lub histologicznych w strukturze nerek. Wyróżnia się postać rodzinną choroby dziedziczoną autosomalnie dominująco i postać związaną z mutacją de novo w okresie zarodkowym.

## Epidemiologia
Choroba cienkich błon podstawnych jest najczęściej występującą przyczyną przetrwałego krwinkomoczu u dzieci i dorosłych obok nefropatii IgA i zespołu Alporta. Uważa się, że ta nefropatia dotyczy co najmniej 1% populacji.

## Etiologia
Cząsteczkowe podstawy choroby cienkich błon podstawnych nie zostały jeszcze w pełni wyjaśnione. Doniesiono jednakże o defektach w budowie kolagenu typu IV u kilku rodzin.

## Objawy i przebieg
- jedynym objawem jest krwinkomocz
- przebieg jest łagodny, bez powikłań[4]

## Rozpoznanie
Badanie pod mikroskopem elektronowym materiału z biopsji nerek. Diagnostyka jest istotna w celu różnicowania choroby cienkich błon podstawnych z innymi, groźniejszymi schorzeniami kłębuszków nerkowych.

## Leczenie
Nie jest potrzebne.

## Rokowanie
Rokowanie u większości jest bardzo dobre. Niektóre doniesienia wskazują, że u niewielkiej części osób z chorobą cienkich błon może rozwinąć się nadciśnienie tętnicze.